# Bleicherode
Bleicherode är en stad i Landkreis Nordhausen i förbundslandet Thüringen i Tyskland.
Staden ombildades den 1 januari 2019 när Bleicherode, Etzelsrode, Friedrichsthal, Hainrode, Kleinbodungen, Kraja, Nohra, Wipperdorf och Wolkramshausen bildade den nya staden Bleicherode. Staden ingår i förvaltningsgemenskapen Bleicherode tillsammans med kommunerna Großlohra, Kehmstedt, Kleinfurra, Lipprechterode och Niedergebra.